# FH77

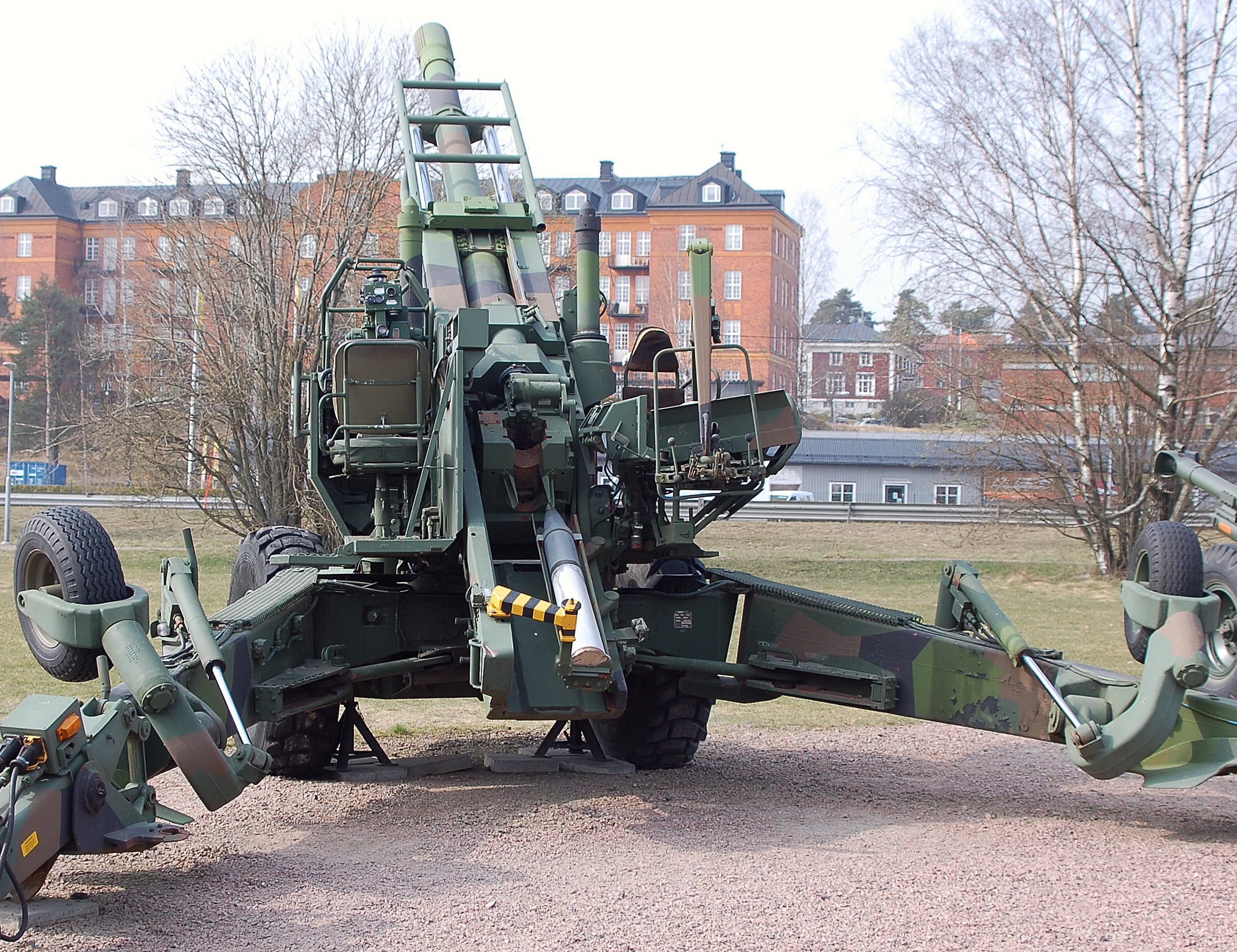
Гаубиця FH77/A на статичній експозиції в Бригадному музеї в Карлстаді (2015).

Fälthaubits 77 (швед. «Польова гаубиця 77») або FH77 — шведська 155-мм гаубиця, розроблена та виготовлена компанією Bofors. Було виготовлено кілька версій: оригінальна (іноді відома як Haubits 77 A) зі стволом 38 калібру та механізмом ковзного блоку, експортна версія FH77 B зі стволом 39 калібру та затвором із перерізним гвинтом. Для демонстрації артилерійської системи Archer деякі FH77A були модифіковані на FH 77 AD L/45, тоді як FH77B серійного виробництва були перероблені на FH77 BW L/52.

## Розробка та виготовлення

### Історія
У 1960-х роках Швеція почала шукати заміну французькій гаубиці Obusier de 155 mm Modèle 50 ( Haubits F). Була запропонована і випробувана американська самохідна гаубиця М109. Незважаючи на низьку ціну, Управління озброєнь Швеції вирішило, що високі витрати на обслуговування, низька скорострільність і обмежена мобільність M109 є достатніми причинами для того, щоб розробити вітчизняну гаубицю.
Вимоги до нової гаубиці:
- Висока мобільність.
- Високий темп стрільби.

Результатом став компроміс між дорожчою самохідною гаубицею і менш мобільною звичайною буксируваною гаубицею.
FH77 була першою польовою гаубицею з допоміжною силовою установкою, яка робила її самохідною для тактичного пересування.
Досягнута шведськими інженерами скорострільність була на той час надзвичайно високою для 155 мм гаубиці. FH77A (яка використовувала напівфіксовані боєприпаси) могла випустити 4 снаряди за 9 секунд або 6 снарядів за 25 секунд. При безперервній стрільбі вона могла робити 6 пострілів кожні дві хвилини протягом 20 хвилин (тобто 3 постріли на хвилину).

### Переміщення та розгортання
Спеціальним тягачом для FH77 був Scania SBA111 (Tgb 40).  Вантажівка була оснащена бойовим відділенням за кабіною водія і краном HIAB для завантаження боєприпасів. Допоміжна силова установка гаубиці могла бути запущена та керована водієм буксиру для надання додаткового прискорення під час руху по бездоріжжю. Максимальна швидкість буксирування - 70 км/год.
Гаубиця розгортається, розсуваючи причіпні лапи, піднімаючи роликові колеса та рухаючи гаубицю заднім ходом, щоб закріпити лафет.

### Бойовий розрахунок
Бойовий розрахунок складає 10-14 чоловік. Мінімальний склад екіпажу складав 4 людини: командир, наводчик гармати та два заряджаючих.

## Модифікації

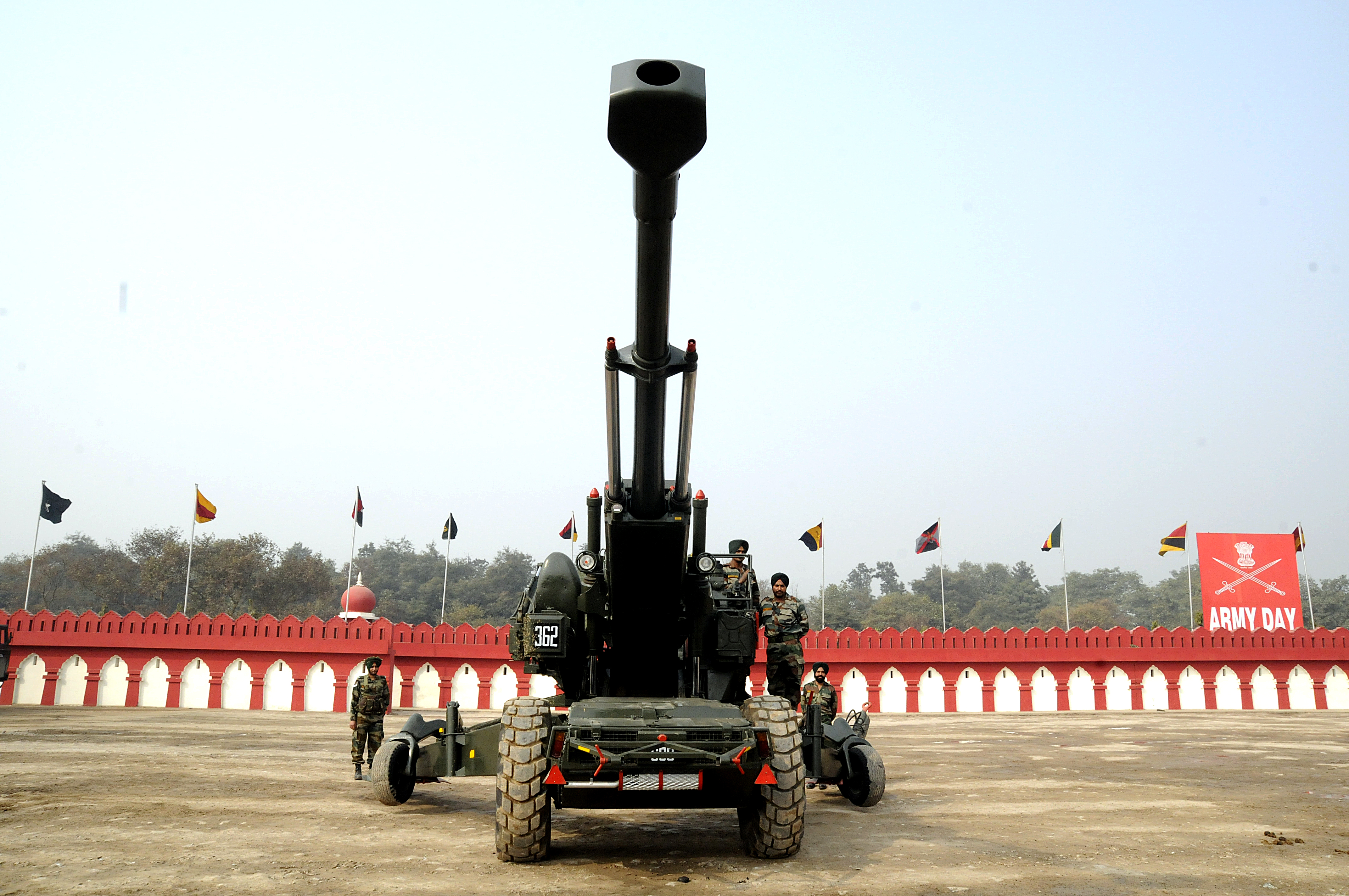
Гаубиця FH77/B індійської армії.

### Причіпні варіанти
- FH77 A – оригінальна базова версія з бензиновим двигуном Volvo B20A і стволом 38 калібру. [2]
- FH77 B – експортна версія з дизельним двигуном Mercedes-Benz OM-616.918, стволом 39 калібру та зниженою скорострільністю за рахунок модифікації казенної частини під боєприпаси НАТО. [2]

### Самохідний варіант
- Archer Artillery System – самохідна установка FH77B-версія з гарматою 52 калібру, встановлена на шасі Volvo.

## Оператори

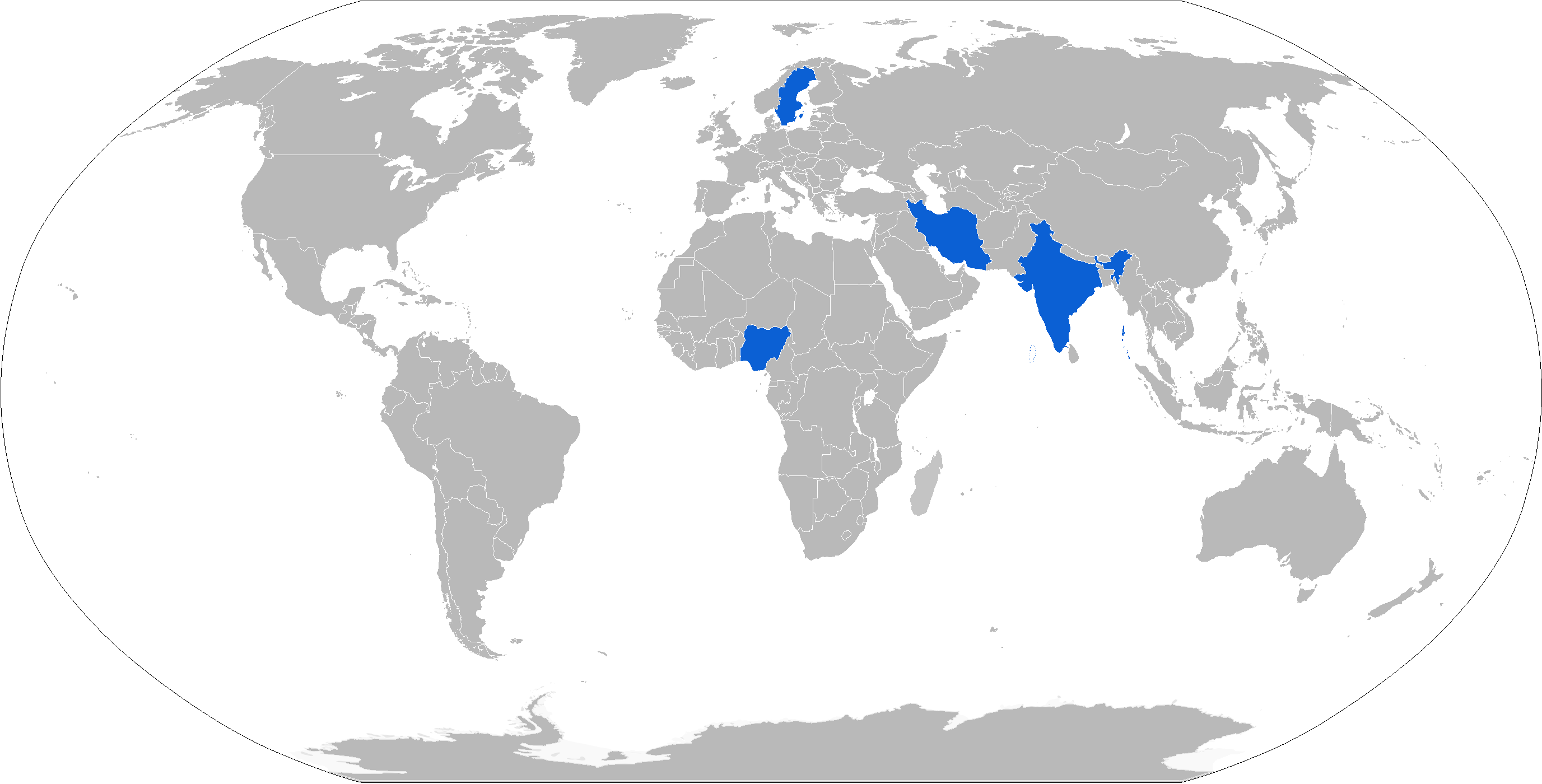
Оператори FH77 відмічені синім кольором

- Швеція – приблизно 220 FH77 закуплено шведською армією між 1979 та 1984 роками.[3]
- Нігерія – 48 FH77B куплено у 1980 році.[3]
- Індія – 410 куплено у 1986–1991 роках.[4][5] 200 гаубиць досі на службі.[6]